# Мутабашівська сільська рада
Мутаба́шівська сільська рада (рос. Мутабашевский сельский совет) — муніципальне утворення у складі Аскінського району Башкортостану, Росія. Адміністративний центр — село Старий Мутабаш.
Станом на 2002 рік до складу сільради входили також присілки Велике Озеро та Тульгузбаш, які пізніше були передані до складу Аскінської сільської ради.

## Населення
Населення — 366 осіб (2019, 685 в 2010, 837 в 2002).

## Склад
До складу поселення входять такі населені пункти:
| Населений пункт         | Населення, осіб (2002) | Населення, осіб (2010) |
| ----------------------- | ---------------------- | ---------------------- |
| Мута-Єлга, присілок     | 295                    | 237                    |
| Новий Мутабаш, присілок | 65                     | 45                     |
| Старий Мутабаш, село    | 249                    | 218                    |
| Тупрали, присілок       | 65                     | 41                     |
| Чад, присілок           | 47                     | 44                     |
| Янаул, присілок         | 58                     | 53                     |
| Янкісяк, присілок       | 58                     | 47                     |